# Гејлсвил (Висконсин)
Гејлсвил (енгл. Galesville) град је у америчкој савезној држави Висконсин.

## Демографија
По попису из 2010. године број становника је 1.481, што је 54 (3,8%) становника више него 2000. године.
| Група             | 2000.         | 2010.         |
| Белци             | 1.409 (98,7%) | 1.427 (96,4%) |
| Афроамериканци    | 2 (0,1%)      | 2 (0,1%)      |
| Азијати           | 2 (0,1%)      | 15 (1,0%)     |
| Хиспаноамериканци | 6 (0,4%)      | 18 (1,2%)     |
| Укупно            | 1.427         | 1.481         |